# Do It (Nelly Furtado)
Do It è una canzone dance-pop della cantante canadese Nelly Furtado e fa parte del suo terzo album Loose.
La canzone è stata scritta dalla Furtado, Timbaland e Nate Hills e prodotta da Timbaland e Nate Hills. È il quinto singolo nord americano ed europeo estratto da Loose, mentre in Germania è il sesto.

## Promozione
La canzone è ufficialmente uscita in radio negli Stati Uniti il 24 luglio 2007, mentre in Canada è uscita il 5 luglio 2007. È stato fatto inoltre un remix della canzone collaborazione con Missy Elliott, uscito poi nell'iTunes Store statunitense e canadese il 7 agosto 2007.
La canzone ha debuttato al numero 60 della Billboard Canadian Hot 100 e al numero 78 della Billboard Pop 100.

## Critica
Do It ha ottenuto pareri contrastanti da parte dei critici musicali del pop. È una delle canzoni più criticate dell'album sia per il suo abbondante ritmo anni 80 sia per la forte presenza di contenuto sessuale. Nella sua recensione dell'intero album, Stylus Magazine ha affermato che questa canzone, insieme a No hay igual, sono "assoluti piatti forti dell'album [...] I due brani non avrebbero potuto essere più diversi, ma il duo [Nelly Furtado e Timbaland] riesce a portare a compimento entrambi in modo convincente". Slant Magazine, nella sua recensione all'intero album, ha affermato che il brano è "una splendida dose di uptempo anni 80", mentre The Guardian ha dichiarato che Nelly "canta le irresistibili armonie di Maneater, Promiscuous e Do It con un carisma vivo e allegro, piuttosto che con mormorii sospirati".

## Video Musicale
Il video musicale di Do It è stato diretto dalla Furtado e Aaron A., durante una pausa del Get Loose Tour, precisamente a Detroit.
La première del video è stata fatta il 13 luglio 2007 sul canale canadese MuchMusic e il 1º agosto 2007 negli Stati Uniti durante il programma di MTV Total Request Live.
In Italia il video è in rotazione sui canali musicali da lunedì 3 settembre 2007.

## Tracce e formati
Promo CD
1. Do It (remix) (featuring Missy Elliott) 3:26
2. Do It (album version)  3:41
3. Do It (instrumental)  3:43

Germania CD singolo due tracce
1. Do It
2. Do It (featuring Missy Elliot)

Germany CD singolo quattro tracce
1. Do It
2. Do It (featuring Missy Elliot)
3. All Good Things (Come to an End) (Kaskade remix)
4. Do It (video)

## Classifiche
| Classifica (2007) | Posizione più alta |
| ----------------- | ------------------ |
| Austria           | 45                 |
| Belgio (Fiandre)  | 35                 |
| Belgio (Vallonia) | 33                 |
| Bulgaria          | 3                  |
| Canada            | 11                 |
| El Salvador       | 10                 |
| Finlandia         | 6                  |
| Germania          | 22                 |
| Italia            | 4                  |
| Norvegia          | 18                 |
| Paesi Bassi       | 31                 |
| Portogallo        | 8                  |
| Regno Unito       | 75                 |
| Romania           | 3                  |
| Russia            | 66                 |
| Stati Uniti       | 88                 |
| Svizzera          | 30                 |
| Ucraina           | 56                 |